# 탑코 팔콘스
탑코 팔콘스(安永鮮物棒球隊, 영어: TOPCO Falcons)는 중화민국의 팝콘 리그에 소속되어 있는 야구 팀이다. 2011년 창설되었다.